# Bradley (Wisconsin)
Bradley es un pueblo ubicado en el condado de Lincoln en el estado estadounidense de Wisconsin. En el Censo de 2010 tenía una población de 2.408 habitantes y una densidad poblacional de 14,72 personas por km².

## Geografía
Bradley se encuentra ubicado en las coordenadas 45°24′27″N 89°45′57″O / 45.40750, -89.76583. Según la Oficina del Censo de los Estados Unidos, Bradley tiene una superficie total de 163.56 km², de la cual 142.21 km² corresponden a tierra firme y (13.05%) 21.35 km² es agua.

## Demografía
Según el censo de 2010, había 2.408 personas residiendo en Bradley. La densidad de población era de 14,72 hab./km². De los 2.408 habitantes, Bradley estaba compuesto por el 98.63% blancos, el 0.04% eran afroamericanos, el 0.29% eran amerindios, el 0.17% eran asiáticos, el 0.08% eran isleños del Pacífico, el 0.37% eran de otras razas y el 0.42% pertenecían a dos o más razas. Del total de la población el 0.5% eran hispanos o latinos de cualquier raza.